# Khanato bulgaro del Danubio
Il Khanato bulgaro del Danubio è stato un khanato costituito nella bassa pianura del Danubio dopo la battaglia di Ongal.
Questa è la forma in cui esisteva il primo impero bulgaro fino alla cristianizzazione della Bulgaria nell'864.